# Phygadeuon reinhardii
Phygadeuon reinhardii är en stekelart som beskrevs av Jaennicke 1867. Phygadeuon reinhardii ingår i släktet Phygadeuon och familjen brokparasitsteklar. Inga underarter finns listade i Catalogue of Life.